# Lucasium occultum
Lucasium occultum — вид геконоподібних ящірок родини диплодактилідів (Diplodactylidae). Ендемік Австралії.

## Поширення і екологія
Lucasium occultum відомі з типової місцевості, розташованої в районі річок Аллігатор-Ріверс на півночі півострова Арнемленд у Північній Території. Вони живуть в евкаліптових рідколіссях в густою підстилкою з опалого листя та з трав'яним підліском.

## Збереження
МСОП класифікує цей вид як такий, що перебуває під загрозою зникнення. Lucasium occultum загрожує знищення природного середовища.